# 食物学

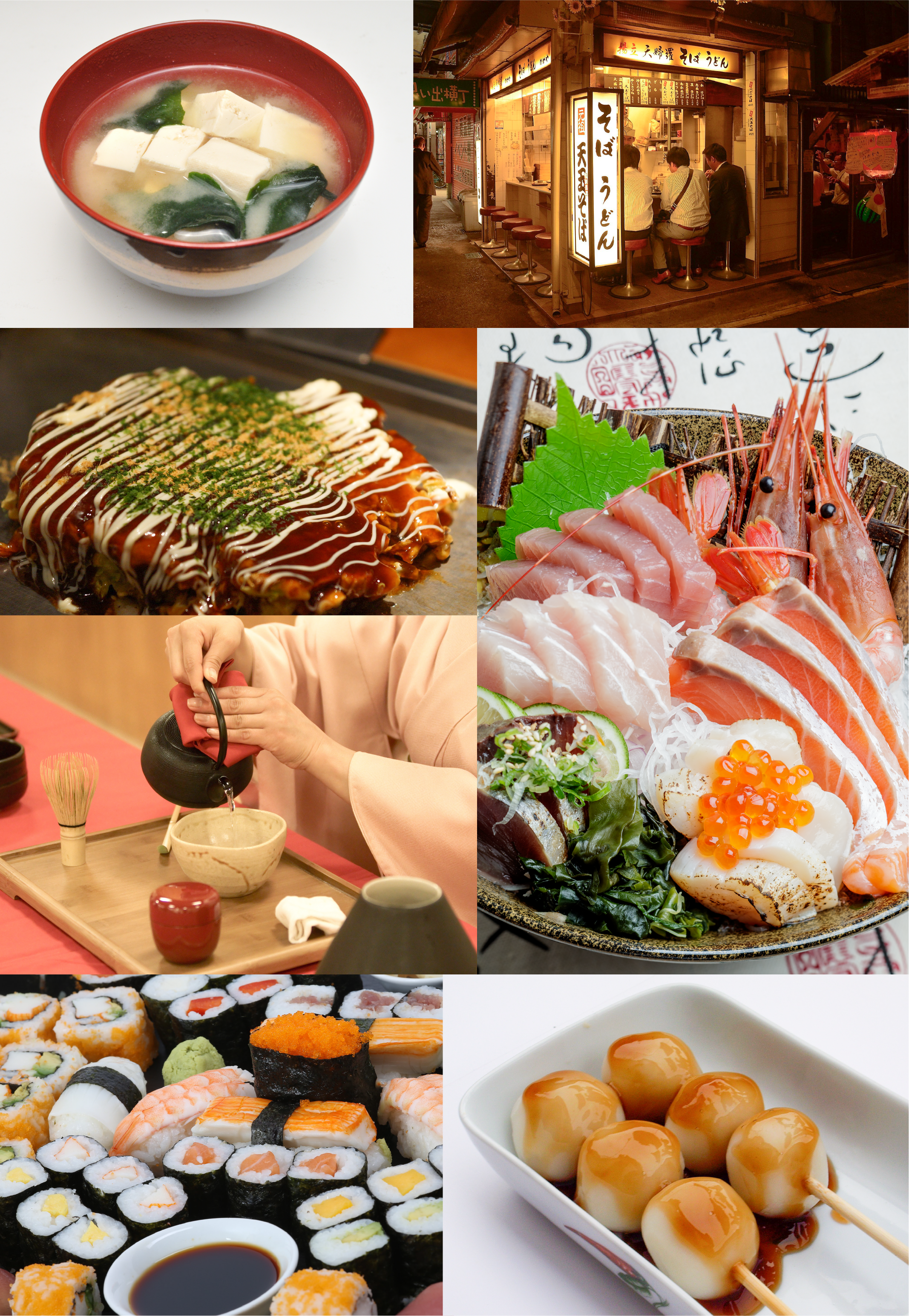
さまざまな食物

食物学（しょくもつがく、英語: food and nutritional science）は、食物について科学的に研究する学問である。

## 概要
食物学は家政学の一分野とされ、食物について科学的に研究する学問であり、食物に関連する全ての事項を取り扱う。家政学についての見直しを受け、近年では生活科学の一分野とされることもある。食物について原料から食卓にのぼるまでを一貫して取り扱う学問であり、栄養的に必要とされる食品の選択、保存、準備、使用といった視点が含まれている。
食物学は、大別すると栄養学、食品学、調理学の3つの分野により構成されている。なお、日本の大学においては従前より栄養学や食品学が農学部の農芸化学科で講じられてきたことからもわかるように、栄養学や食品学は農芸化学とも関係が深い。アメリカ合衆国の大学においても、家政学は農学部の一学科である家政学科などで講じられることが多かった。また、日本の大学において、栄養学は医学部で講じられることも多く、栄養学は医学や生理学とも関係が深い。それに対して、食物学は、栄養学や食品学だけでなく調理学をも抱合しているのが大きな特徴である。
食物学は、個人ならびに社会全体を対象とし、食生活を通じて人類が健康な生活を営むことを目指している。

## 系統
被服学、住居学、児童学と並んで、食物学は家政学を構成する分野の一つである。日本の大学の学科や大学院の専攻についてまとめた文部科学省の「学科系統分類表」では、大分類「家政」について「家政学関係」、「食物学関係」、「被服学関係」、「住居学関係」、「児童学関係」などに大別している。そのうえで「食物学関係」の配下に栄養学、食品学、健康科学、食品栄養科学、などが分類されている。

## 定義

### 「食物学」の範囲

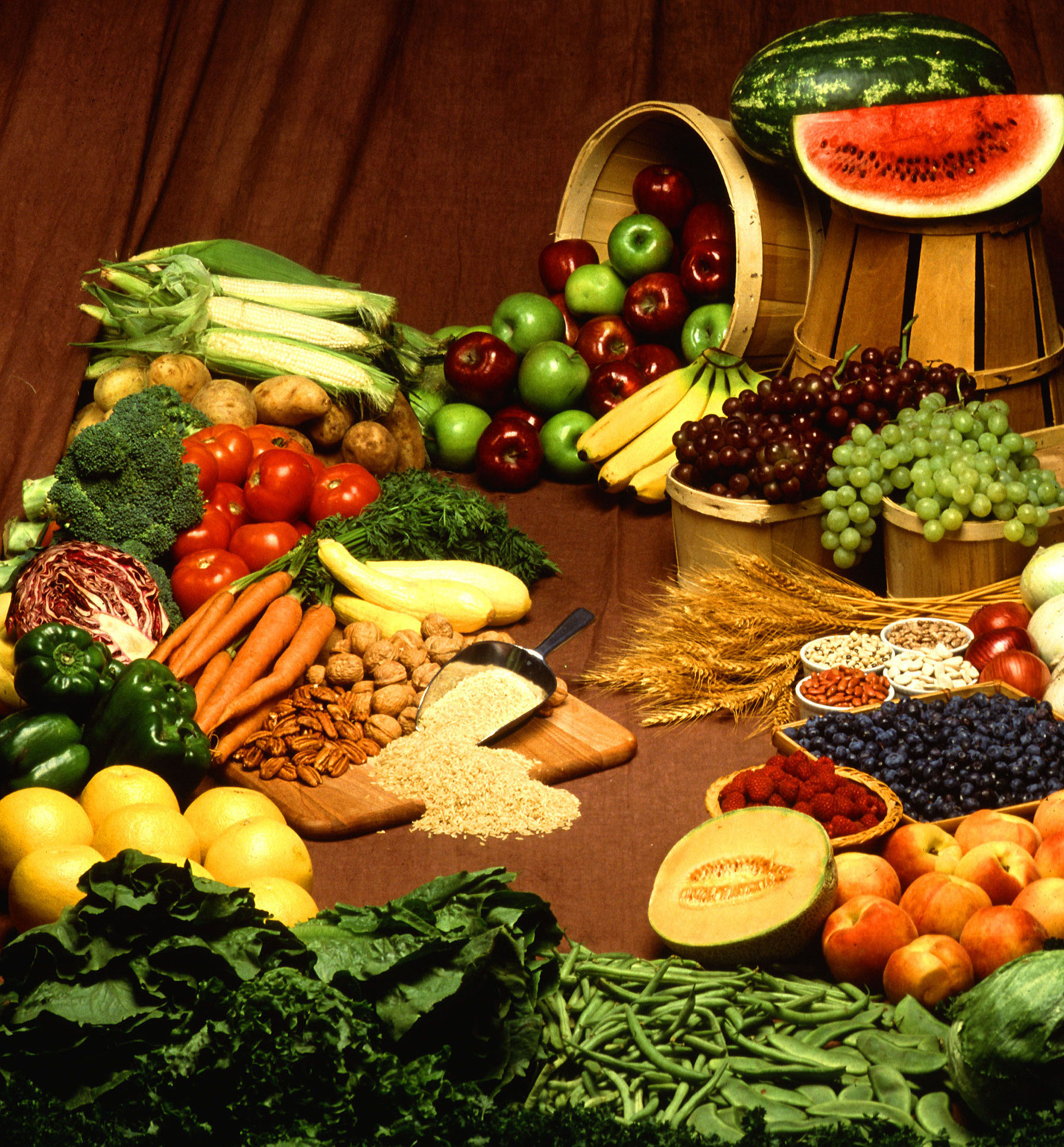
さまざまな食品。これらの食品が調理されると食物となる

学制改革により1948年（昭和23年）に発足した新制大学に家政学部が設置されると、家政学部の下に食物学科が開設されるようになった。たとえば、日本初の新制大学の一つである日本女子大学は、1948年（昭和23年）設置時点で家政学部に食物学科を設けている。それを契機に食物学に注目が集まったが、一方で食物学とは何をする学問なのか手探りの状態が続いていた。家政学部の発足が相次いだ1955年（昭和30年）頃になると、食物学の範囲についても大いに議論されたが、当時は議論百出となりまとまらなかった。最終的に、文部省の審議会等で家政学部設置に携わっていた農学者の佐々木林治郎が「そんな細かい議論なり方向づけをしなくても女子大学であること、家政学部であること、そこの食物学科であることをよく認識すれば、おのずからわかってくるであろう」として一応の結論に達した。当時、お茶の水女子大学家政学部教授となり食物学科を担当することになった稻垣長典は、食物学とは何をする学問なのかを佐々木林治郎に質問したところ、佐々木から「『めしの研究』をすればよいのだ」と即答されて困惑したという。のちに稻垣は「『めしの研究』というのは、“めし”の栄養的、食品的、調理的な総合研究であって、単なる米の研究でないということ」がようやく理解できたと述懐している。
その後の食物学は急速な発展を遂げるとともに、体系が整備されていった。家政学部が新設された1948年（昭和23年）の食物学科の教育内容案には、栄養学講座、食品学講座、調理科学講座の3つが挙げられていた。その後、1953年（昭和28年）の家政学教育基準では、栄養学、食品科学、食品生物学、微生物学、食料政策、農芸、食物衛生学が基礎科学部門として挙げられ、食品加工学、調理科学、保健食及び病人食、大量炊事、食生活文化史が応用部門として挙げられた。家政学教育基準は1965年（昭和40年）に改定され、主要学科目として栄養化学、栄養生理学、食品化学、貯蔵学、調理学が挙げられ、関連学科目として食料経済学、食物史などが挙げられている。さらに、厚生省により栄養士養成課程の教育内容の統一が図られた。これらの経緯から、被服学、住居学、児童学などと比較して、食物学は家政学の中では最も早く体系が整備された学問と指摘されている。

### 「食物学」と「食品学」

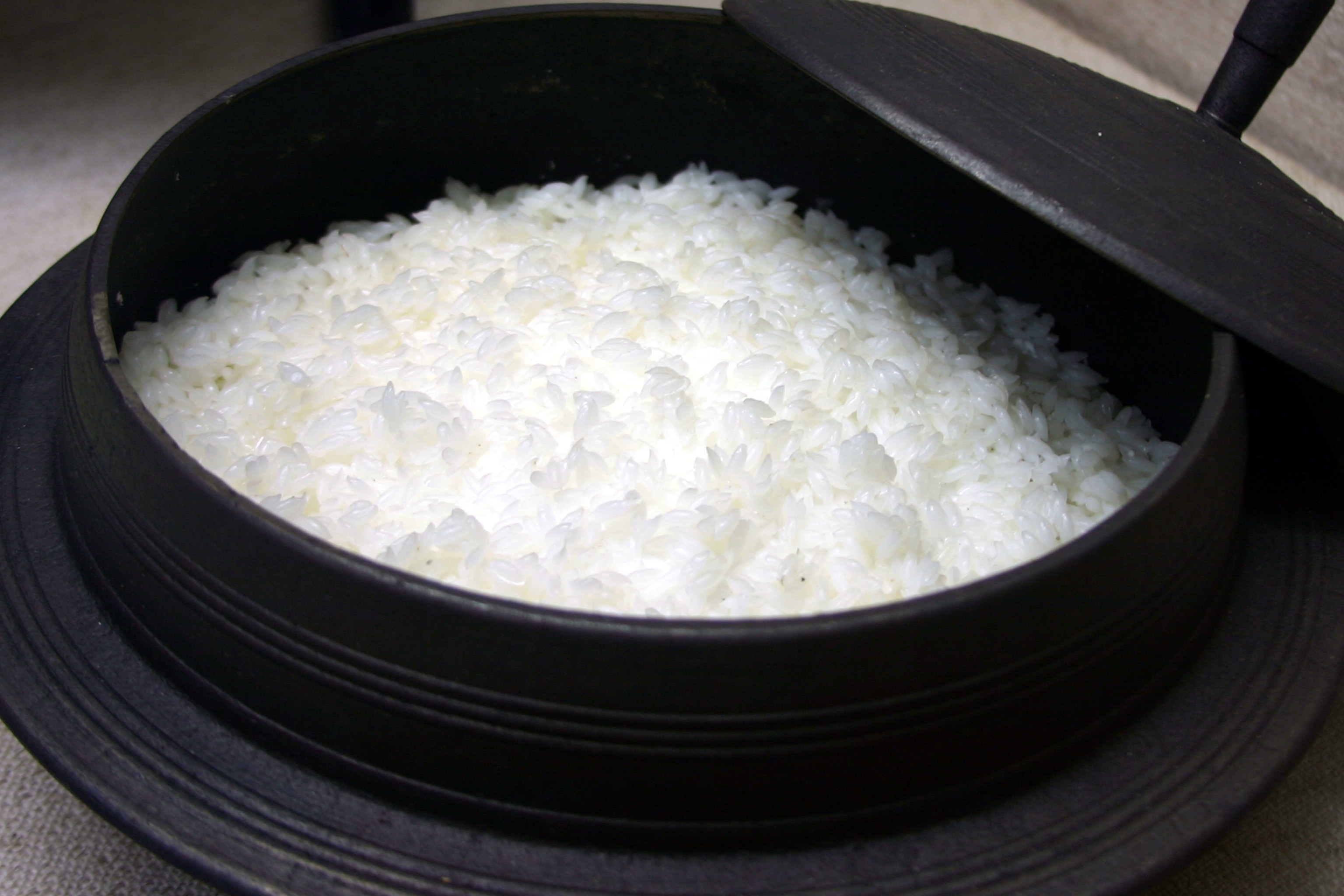
イネの果実を精米することで食品としての米となる。米を炊飯することで食物である飯となる

上記の通り、食品学は食物学の一分野とされているが、漢字も似通っていることからしばしば混同される。家政学者の稻垣長典は、食品は「栄養分を含み食用に供せられるもの」であるのに対し、食物は「食品をうまく食べさせるように調理して食膳にのぼらせるようにしたもの」であると述べている。そのうえで、食物学は原料である食品が食卓にのぼるまでを一貫して取り扱うと指摘し、食物学全体を講じている食物学科と、食品学に特化した食品学科とは「区別をはっきりさせておかないと大きな問題を起こす」と指摘している。
学問上、食品は「1ないし数種の栄養素を含み、有害物を含まず、嫌悪されることなく食べられるもの」と定義され、食物の材料のことを指している。一方、食物は「人間が直接に口に入れて食べるのに適するもの」と定義され、食品が調理されたものを指している。つまり、食品は調理されることによって食物に変化する。なお、類似の言葉として「食糧」は主食とされる穀物等の食品を指し、「食料品」は副食とされる食品を指す。経済学などの分野においては、食糧と食料品を総称して「食料」とされる。

### 「栄養学」と「食品学」
上記の通り、栄養学も食品学も食物学の一分野とされており、どちらも食物に関連した研究をすることからしばしば混同される。栄養学は生体内に入った食物の代謝や生体機能といったはたらきに着目し研究するのに対し、食品学は食物の原料である食品の物質としての側面に着目し研究するなど、それぞれ手法が異なっている。

## 名称

### 英語での表記
食物学について英語ではさまざまに表記されるが、一例として「food and nutritional science」とされている。食物学科と食物学の英語表記について、家政学者の稻垣長典は「食物学科は、Dept. of Food & Nutritionであって、foodとnutritionを関連づけながら研究する学問である。それゆえに、food chemistry単独のものでもないし、nutritional chemistry単独のものでもない。まして、food technologyでもない」としている。

### 「調理学」と「料理学」

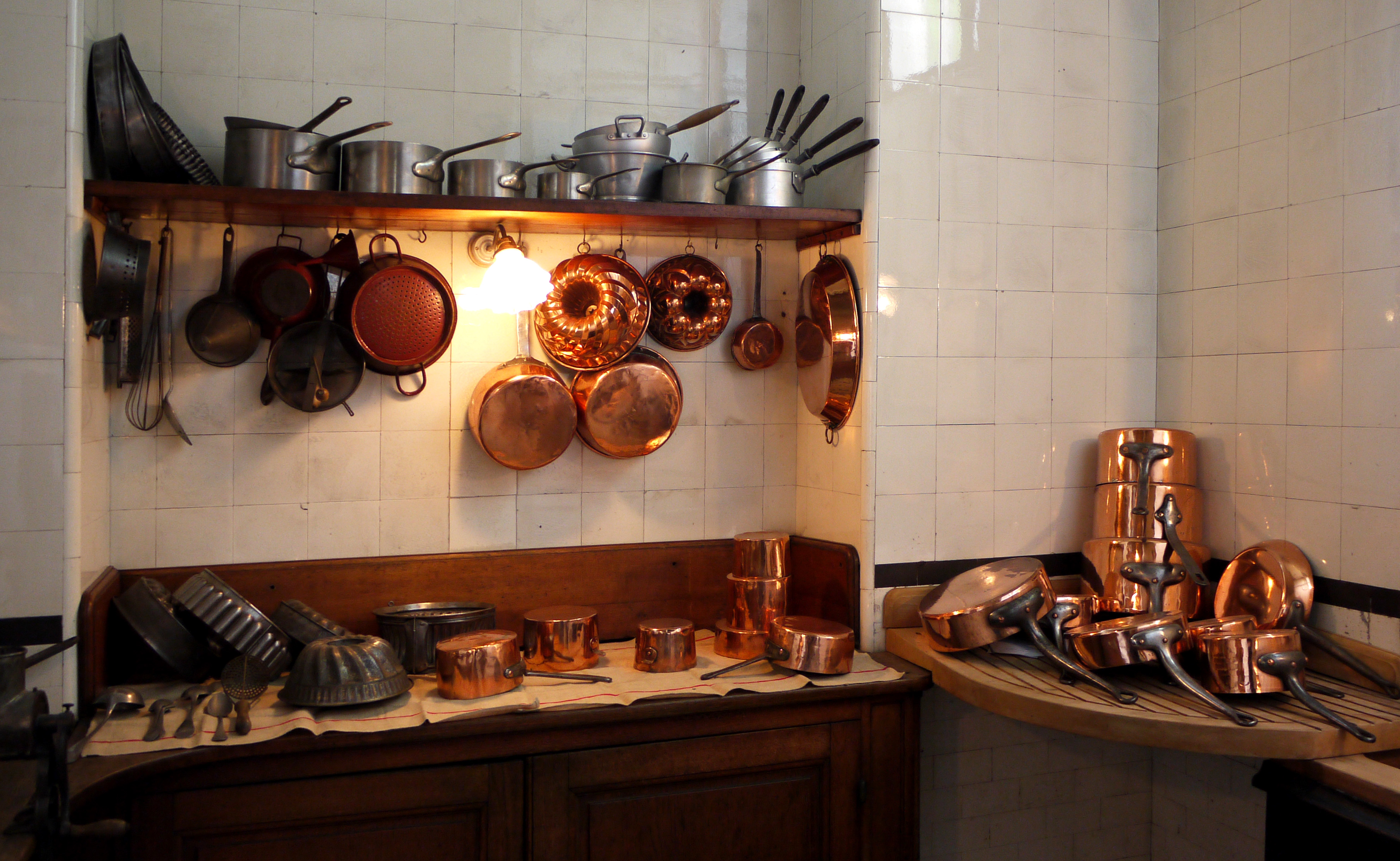
さまざまな調理器具

太平洋戦争後の学制改革に伴い、旧制大学には存在しなかった家政学部が新制大学に設置されることになった。食物学は栄養学、食品学、調理学で構成されることから、家政学部に置かれた食物学科には調理学講座が開設されるようになった。調理学と呼称されるようになったのは、食物学という新たな学問を立ち上げるにあたり従来の料理の印象を払拭する狙いがあったとされる。なお、太平洋戦争前の学校教育では一般に「料理」という語が用いられ、高等教育では「割烹」と呼称される場合もあった。また、「調理」という語は軍隊で用いられることが多かった。
太平洋戦争後の学校教育では「調理」という語におおむね統一された。しかし、「調理」という名称に対しては懐疑的な声も強く、従来の「料理」という語を使うべきとする意見も出された。たとえば、奈良女子大学理家政学部学部長などを務めた家政学者の波多腰ヤスは「料理」の語を用いるよう主張し、「料理学」とすべきか否かで他の家政学者らと長時間にわたって議論となった。

## 影響
食物学の発展は、人類にさまざまな影響を与えている。たとえば日本に対する食物学者の貢献としては、社会に栄養知識を普及させ、太平洋戦争後の日本人の体位向上を実現した点が挙げられる。学校給食法を支持するとともに、学校給食を普及させ、児童・生徒の体格向上も実現した。また、戦後の食料不足により栄養不足が深刻化する中で強化食品を創製し、日本人の平均寿命を延ばした点も挙げられる。そのほか、日本食品標準成分表の作成にも参画するとともに、日本人の体位向上に伴う栄養所要量の改定に際しても役割を果たした。

## 食物学に含まれる分野
- 栄養学[6][7]
- 食物栄養学[6][7]
- 食品栄養学[6][7]
- 食品学[6]
- 食生活科学[6][7]
- 栄養健康科学[6]
- 栄養科学[6][7]
- 食物栄養科学[6][7]
- 食保健学[6]
- 食生活学[6]
- 健康栄養学[6][7]
- 栄養マネジメント学[6]
- 医療栄養学[6]
- 人間栄養学[6][7]
- 管理栄養学[6]
- 福祉栄養学[6]
- 実践栄養学[6]
- 人間健康学[6]
- 健康科学[6]
- フードビジネス学[6]
- 発達栄養学[6]
- 食物バイオ学[6]
- 食品生命科学[6]
- 栄養生命科学[6]
- 栄養保健学[7]
- 食品栄養科学[7]
- 食品科学[7]
- 人間栄養科学[7]
- 人間生活科学[7]
- 栄養管理学[7]
- 健康栄養科学[7]

### 註釈
1. ↑  文部省は、科学技術庁と統合され、2001年に文部科学省が設置された。
2. ↑  お茶の水女子大学家政学部は改組され、1992年に生活科学部が設置された[10]。
3. ↑  厚生省は、労働省と統合され、2001年に厚生労働省が設置された。
4. ↑  奈良女子大学理家政学部は分割され、1953年に理学部、家政学部が設置された[13]。

## 関連人物
- 大橋廣